# جام فوتبال زیر ۱۷ سال بریکس
جام فوتبال زیر ۱۷ سال بریکس (انگلیسی: BRICS U-17 Football Cup) یک تورنمنت فوتبال زیر ۱۷ سال است که بین تیم‌های پنج کشور عضو بریکس برگزار می‌شود. نخستین دوره از این مسابقات در سال ۲۰۱۶ به مناسبت هشتمین اجلاس بریکس در گوا، هند برگزار شد. این مسابقات سالانه و به مدت ۱۰ روز و با پیروی از قوانین مسابقات زیر ۱۷ سال فیفا برگزار می‌شود. هر دوره از این مسابقات در یکی از کشورهای عضو بریکس برگزار خواهد شد.
جام فوتبال زیر ۱۷ سال بریکس در سال ۲۰۱۷ و همزمان با نهمین اجلاس بریکس برگزار نشد، اما این مسابقات برای دومین دوره همزمان با دهمین اجلاس بریکس، در آفریقای جنوبی برگزار شد. در این دوره تیم‌های فوتبال زنان زیر ۱۷ سال از کشورهای مربوط نیز برای کسب جام به رقابت پرداختند.

## تیم‌ها
| تیم           | کنفدراسیون               |
| ------------- | ------------------------ |
| برزیل         | کونمبول                  |
| چین           | کنفدراسیون فوتبال آسیا   |
| هند           | کنفدراسیون فوتبال آسیا   |
| روسیه         | یوفا                     |
| آفریقای جنوبی | کنفدراسیون فوتبال آفریقا |